# Apoenzima
La apoenzima es la parte proteica de una holoenzima, es decir, una enzima que no puede llevar a cabo su acción catalítica desprovista de los cofactores necesarios, ya sean iones metálicos o sustoxis (Fe, Cu, Mg, etc.) u orgánicos, que a su vez puede ser una coenzima o un grupo prostético, dependiendo de la fuerza de sus enlaces con la apoenzima. La apoenzima, es por tanto, catalíticamente inactiva, hasta que se le une el cofactor adecuado.